# SIMPLEシリーズ
SIMPLEシリーズ（シンプルシリーズ）とは、ディースリー・パブリッシャーから発売されている廉価ソフトシリーズ。既存のフルプライスソフトの廉価版ではなく、最初から廉価版として新規開発されたソフトが主である。

## 概要
廉価であることを前面に押し出したソフトシリーズ。作品ごとに作品テーマをひとつに絞っており、「THE ●●」といった具合に内容が分かり易いタイトルがつけられている。そのため、他のソフトを購入するために店を訪れた客が2本目、3本目として購入することも多い。中には、SIMPLE1500シリーズの「THE 麻雀」のように100万本も売り上げたソフトも存在する。
当初は「SIMPLE」の看板通り、麻雀などのテーブルゲームや人気スポーツを題材にしたシンプルなゲームが中心だったが、ネタ切れと「THE 地球防衛軍」が口コミからスマッシュヒットを記録した影響で、PS2後期は「THE 大美人」「THE お姉チャンバラ」など、B級映画のようなノリの作品が増えている。また、「THE 大量地獄」のような、人を選ぶゲームも発売されている。また「THE 電車運転士」のように他社製作のゲームソフトの実質的な廉価版として販売されたものもある。

パッケージ版での発売はほとんどなくなり、ダウンロード専売ソフト「@SIMPLEシリーズ」としての発売が主流となっていたが、2016年4月6日配信の「@SIMPLE DLシリーズ Vol.40 THE 密室からの脱出 〜大不自然キャンプ場編〜」から長らく新作の発表がない状態が続いていた。
2018年からNintendo Switch向けに配信されるダウンロード専売ソフトはSIMPLEシリーズを名乗らずに「THE ●●」というタイトルでの展開を続けていた。これらはパッケージ版をリリースした際も「THE ●●」というタイトルのみでSIMPLEシリーズを名乗らなかった。しかし、2022年2月17日発売のパッケージソフト「THE テーブルゲーム Deluxe Pack 〜麻雀・囲碁・将棋・詰将棋・オセロ・カード・花札・二角取り〜」を「SIMPLEシリーズ for Nintendo Switch Vol.1」として販売することとなり、約6年ぶりにシリーズが復活することとなった。

## タイトルリスト

### PlayStation

#### SIMPLE1500シリーズ
1. THE 麻雀
2. THE 将棋
3. THE 五目ならべ
4. THE リバーシ
5. THE 囲碁
6. THE 花札
7. THE カード
8. THE ソリティア
9. THE チェス
10. THE ビリヤード
11. THE ピンボール -3D-
12. THE クイズ
13. THE レース
14. THE ブロックくずし
15. THE パチンコ
16. THE パチスロ
17. THE バイクレース
18. THE ボーリング
19. THE すごろく
20. THE パズル
21. THE 野球（のちに『THE 野球 〜プロ野球実名版〜』として再発売）
22. THE プロレス
23. THE ゲートボール
24. THE ガンシューティング
25. THE 競馬
26. THE テニス
27. THE スノーボード
28. THE ダンジョンRPG
29. THE つり
30. THE バスケット 〜1on1プラス〜
31. THE サウンドノベル
32. THE ボクシング
33. THE 卓球
34. THE クイズ番組
35. THE シューティング
36. THE 恋愛シミュレーション 〜夏色セレブレーション〜
37. THE イラストパズル&スライドパズル
38. THE リアルレーシング TOYOTA（アトラスのADVAN RACINGの簡素版）
39. THE 麻雀2
40. THE 将棋2
41. THE リバーシ2
42. THE 囲碁2
43. THE 花札2
44. THE カード2
45. THE ブロックくずし2
46. THE 麻雀落ちゲー 落雀
47. THE スケートボード
48. THE パズル2
49. THE カジノ
50. THE ビリヤード2
51. THE ジグソーパズル
52. THE プロレス2
53. THE ヘリコプター
54. THE バレーボール 〜ブレイクバレープラス〜
55. THE ダーツ
56. THE スナイパー
57. THE 迷路
58. THE すもう
59. THE 推理 〜IT探偵:18の事件簿〜
60. THE テーブルホッケー
61. THE クイズ2
62. THE スキー
63. THE ガンシューティング2
64. THE キックボクシング
65. THE ゴルフ
66. THE 回転 まわすんだ〜!!
67. THE サッカー 〜ダイナマイトサッカー1500〜
68. THE RCカー RCでGo!!
69. THE パターゴルフ
70. THE ウォーシミュレーション 〜人の創りし者達〜
71. THE 恋愛シミュレーション2 〜ふれあい〜
72. THE ビーチバレー
73. THE インベーダー 〜スペースインベーダー1500〜
74. THE ホラーミステリー 〜惨劇館ケビン伯爵の復活〜
75. THE ダブルシューティング レイストーム×レイクライシス
76. THE ドッヂボール
77. THE 水泳
78. THE ゼロヨン
79. THE 四川省
80. THE 陣取り 〜ヴォルフィード1500〜
81. THE 恋愛アドベンチャー 〜おかえりっ!〜
82. THE 潜水艦
83. THE ウェイクボード バーストリック ウェイクボーディング!!
84. THE イントロクイズ
85. THE 戦国武将 〜天下統一の野望〜
86. THE 鬼ごっこ
87. THE 競艇
88. THE ギャル麻雀 LoveSongsアイドルはハイレ〜ト
89. THE パワーショベル 〜パワーショベルに乗ろう!!〜
90. THE 戦車
91. THE ギャンブラー
92. THE 登山RPG 〜銀嶺の覇者〜
93. THE パズルボブル 〜パズルボブル4〜
94. THE カメラマン
95. THE 飛行機
96. THE 野球2 〜2002 プロ野球〜
97. THE スカッシュ
98. THE フットサル
99. THE 剣道 〜剣の花道〜[注釈 2]
100. THE 宇宙飛行士
101. THE 銭湯
102. THE 電車運転士 〜電車でGO!名古屋鉄道編〜
103. THE 元祖電車運転士 〜電車でGO!〜
104. THE ピンクパンサー

#### SIMPLE1500シリーズ ハローキティ
1. Hello Kitty ボウリング
2. Hello Kitty イラストパズル
3. Hello Kitty ブロックくずし
4. Hello Kitty トランプ

#### SIMPLE1500実用シリーズ
ゲームではない実用的なソフトのシリーズ。
1. 乗換案内 〜2000年版〜
2. 家庭の風水
3. 姓名判断
4. 料理 〜定番料理レシピ集〜
5. 薬の事典 〜ピルブック2001年版〜
6. カクテルのレシピ
7. 楽しく学ぶ運転免許
8. 1時間でわかる株式投資
9. わたしスタイルのアロマセラピー
10. タロット占い
11. 家庭でできるツボ指圧
12. 家庭の医学 〜診断事典〜
13. 心理ゲーム 〜それいけ×ココロジー ココロのウソの摩訶不思議〜
14. 暮らしのマナー 〜冠婚葬祭編〜
15. 犬の飼い方 〜世界の犬のカタログ〜
16. 猫の飼い方 〜世界の猫のカタログ〜
17. プラネタリウム
18. 漢字クイズ 〜漢字検定にチャレンジ〜

#### SIMPLEキャラクター2000シリーズ
バンダイ（現在はバンダイナムコエンターテインメント）との共同開発商品。
1. 機動戦士ガンダム THE 軍人将棋
2. アフロ犬 THE パズル
3. 仮面ライダー THE バイクレース
4. じゃりン子チエ THE 花札
5. ハイスクール!奇面組 THE テーブルホッケー
6. ど根性ガエル THE 麻雀
7. 一休さん THE クイズ
8. 科学忍者隊ガッチャマン THE シューティング
9. 釣りキチ三平 THE つり
10. 魁!!男塾 THE 怒馳暴流（ドッチボール）[注釈 3]
11. 名探偵コナン THE ボードゲーム
12. 機動武闘伝Gガンダム THE バトル
13. 新機動戦記ガンダムW THE バトル
14. なんてっ探偵アイドル THE ジグソーパズル
15. サイボーグ009 THE ブロックくずし
16. ガンバの冒険 THE パズルアクション
17. 戦闘メカ ザブングル THE レースインアクション[注釈 4]

### PlayStation 2

#### SIMPLE2000シリーズ
1. THE テーブルゲーム
2. THE パーティーゲーム
3. THE バスフィッシング
4. THE ダブル麻雀パズル
5. THE ブロックくずし HYPER
6. THE スノーボード
7. THE ボクシング 〜REAL FIST FIGHT〜
8. THE テニス
9. THE 恋愛アドベンチャー 〜BITTERSWEET FOOLS〜
10. THE テーブルゲーム世界編
11. THE オフロードバギー
12. THE クイズ20,000問
13. THE 女の子のための恋愛アドベンチャー 〜硝子の森〜
14. THE ビリヤード
15. THE ラグビー
16. THE スナイパー2 〜悪夢の銃弾〜
17. THE 推理 〜新たなる20の事件簿〜
18. THE パーティーすごろく
19. THE 恋愛シミュレーション 〜私におまカフェ〜
20. THE ダンジョンRPG 忍 〜魔物の棲む城〜
21. THE 美少女シミュレーションRPG MoonLightTale
22. THE 通勤電車運転士 〜電車でGO!3 通勤編〜
23. THE パズルコレクション2,000問
24. THE ボウリングHYPER
25. THE 免許取得シミュレーション
26. THE ピンボール×3
27. THE プロ野球 〜2003ペナントレース〜
28. THE 武士道 〜辻斬り一代〜
29. THE 恋愛ボードゲーム 〜青春18ラヂオ〜
30. THE ストリートバスケ 3on3
31. THE 地球防衛軍
32. THE 戦車
33. THE ジェットコースター 遊園地をつくろう!
34. THE 恋愛ホラーアドベンチャー 漂流少女
35. THE ヘリコプター
36. THE 娘♥育成シミュレーション 〜お父さんといっしょ〜
37. THE シューティング 〜ダブル紫炎龍〜
38. 漢のためのバイブル THE 友情アドベンチャー-炎多留・魂-
39. THE ぼくの街づくり〜街ingメーカー++〜
40. THE 東洋三大占術 〜風水・姓名判断・易占〜
41. THE バレーボール
42. THE 異種格闘技 ボクシングVSキックVS空手VSプロレスVS柔術VS…
43. THE 裁判 〜新米司法官 桃田司の10の裁判ファイル〜
44. THE はじめてのRPG 〜伝説の継承者〜
45. THE 恋と涙と、追憶と…。〜スレッドカラーズ さよならの向こう側〜
46. THE 漢字クイズ 〜チャレンジ漢字検定〜
47. THE 合戦 関ヶ原
48. THE タクシー 〜運転手は君だ〜
49. THE ドッヂボール 〜World Champion Dodge Baller〜
50. THE 大美人
51. THE 戦艦
52. THE 地球侵略群 〜スペースレイダース〜
53. THE カメラ小僧
54. THE 大海獣
55. THE キャットファイト 女猫伝説
56. THE サバイバルゲーム
57. THE プロ野球2004
58. THE 外科医
59. THE 宇宙人と話そう! 〜うちゅ〜じんってなあに?〜
60. THE 特撮変身ヒーロー
61. THE お姉チャンバラ
62. THE スーパーパズルボブルDX
63. もぎたて水着!女まみれのTHE 水泳大会
64. THE スプラッターアクション
65. THE キョンシーパニック
66. THE パーティー右脳クイズ
67. THE 推理 〜そして誰もいなくなった〜
68. THE 逃走ハイウェイ 〜名古屋-東京〜
69. THE ボードゲームコレクション
70. THE 鑑識官
71. THE ファンタジー恋愛アドベンチャー 彼女の伝説、僕の石版
72. THE 任侠
73. THE 西遊闘猿伝
74. 女の子専用 THE 王子様とロマンス 〜リプルのたまご〜
75. THE 特ダネ 〜日本全国スクープ列島〜
76. THE 話そう英語の旅
77. THE 話そう韓国語の旅
78. THE 宇宙大戦争
79. アッコにおまかせ!THEパーティークイズ
80. THE お姉チャンプルゥ 〜THE姉チャン特別編〜
81. THE 地球防衛軍2
82. THE カンフー
83. THE 昆虫採集
84. THE 僕におまカフェ 〜きまぐれストロベリーカフェ〜
85. THE 世界名作劇場クイズ
86. THE 免許取得シミュレーション 〜改正道路交通法対応版〜
87. THE 戦娘 （ナデシコ）
88. THE ミニ美女警官 （ミニスケポリス）
89. THE パーティーゲーム2
90. THE お姉チャンバラ2
91. THE ALL★STAR格闘祭
92. THE 呪いのゲーム
93. 児玉光雄先生監修 THE 右脳ドリル
94. THE 赤ちゃんぴおん
95. THE ゾンビV.S.救急車
96. THE 海賊 〜ガイコツいっぱいぱいれ〜つ〜
97. THE 恋のエンジン
98. THE 浪漫茶房
99. THE 原始人
100. THE 男たちの機銃砲座
101. THE お姉チャンポン 〜THE姉チャン2特別編〜
102. THE 歩兵 〜戦場の犬たち〜
103. THE 地球防衛軍タクティクス
104. THE ロボットつくろうぜっ! 激闘!ロボットファイト
105. THE メイド服と機関銃
106. THE ブロックくずしクエスト 〜Dragon Kingdom〜
107. THE 炎の格闘番長
108. THE 日本特殊部隊 〜凶悪犯罪列島24時〜
109. THE タクシー2 〜運転手はやっぱり君だ!〜
110. THE 逃亡プリズナー 〜ロスシティ真実への10時間〜
111. THE いただきライダー 〜お前のバイクは俺のもの/Jacked〜
112. THE 逃走ハイウェイ2 〜ROAD WARRIOR 2050〜
113. THE 大量地獄
114. THE 女岡っピチ捕物長 〜お春ちゃんGOGOGO!〜
115. THE ルームシェアという生活。
116. THE ネコ村の人々 〜パグ代官の悪行三昧〜
117. THE 零戦
118. THE 落武者 〜怒獲武サムライ登場〜
119. THE サバイバルゲーム2
120. THE 最後の日本兵 〜美しき国土奪還作戦〜
121. THE ぼくの街づくり2 〜街ingメーカー2.1〜
122. THE 人魚姫物語 〜マーメイドプリズム〜
123. THE オフィスラブ事件慕 〜令嬢探偵〜

#### SIMPLE2000 本格思考シリーズ
囲碁や将棋等の思考系ゲームのシリーズ。
1. THE 将棋 森田和郎の将棋指南
2. THE 囲碁
3. THE チェス
4. THE 麻雀
5. THE 棋力検定 〜楽しく学べる囲碁入門〜
6. THE カード

#### SIMPLE2000シリーズ Ultimate
一言で「THE ○○」とは特徴が言い表せないゲーム。D3の出したフルプライスソフトの廉価版も多い。
1. ラブ★スマッシュ!
2. エディット・レーシング
3. 最速!族車キング 〜仏恥義理伝説〜
4. 裏技イカサ麻雀街
5. ラブ★マージャン!
6. ラブ★アッパー!
7. 最強!白バイキング SECURITY POLICE
8. 激闘!迷路キング
9. 爆走!マンハッタン 〜RUNABOUT3 neoAGE〜
10. ラブ★ソングス♪アイドルがクラスメ〜ト
11. 妄想科学シリーズ ワンダバスタイル 突撃!みっくす生JUICE
12. ストリートゴルファー
13. 狂走!単車キング 喝斗美!罵離罵離伝説
14. 闘牌!ドラマティック麻雀 〜天・天和通りの快男児〜
15. ラブ★ピンポン!
16. 戦国VS現代
17. 対戦!爆弾ポイポイ
18. ラブ★エアロビ♪
19. アカギ 〜闇に降り立った天才〜
20. ラブ★マージャン!2
21. 喧嘩上等!ヤンキー番長〜昭和99年の伝説〜
22. スタイリッシュ麻雀兎-野生の闘牌-&兎-野生の闘牌 THE ARCADE- ダブルパック
23. プロジェクト・ミネルヴァ プロフェッショナル
24. 魔界転生
25. 超最速!族車キングBUのBU 〜仏恥義理伝説2改〜
26. ラブ★スマッシュ!5.1　〜テニスロボの反乱〜
27. 放課後のラブ★ビート♪
28. 闘争!喧嘩グランプリ〜Drive to Survive〜
29. K-1 PREMIUM 2005 Dynamite!!
30. 降臨!族車ゴッド 〜仏恥義理 愛羅武勇〜
31. K1 WORLD MAX 2005 〜世界王者への道〜
32. あずみ
33. うるるんクエスト恋遊記
34. 魁!!男塾

#### SIMPLE2000シリーズ ハローキティ
1. スターライト☆パズル
2. みんなですごろく

#### SIMPLE2000シリーズ 2in1
過去に出たSIMPLE2000シリーズを2枚一組でパッケージした廉価版。
1. THE テニス & THE スノーボード
2. THE バスフィッシング & THE ボウリングHYPER
3. THE パズルコレクション2,000問 & THE 東洋三大占術
4. THE 武士道 〜辻斬り一代〜 & THEスナイパー2 〜悪夢の銃弾〜
5. THE シューティング 〜ダブル紫炎龍〜 & THEヘリコプター

### PlayStation 3
ダウンロード販売。

#### SIMPLE500シリーズ
1. THE 麻雀 〜通信対局機能付〜
2. THE 密室からの脱出
3. THE 密室からの脱出 〜月夜のマンション編〜

### PlayStation 4

#### SIMPLEシリーズG4U
パッケージ版とダウンロード販売の併売
1. THE 麻雀
2. THE テーブルゲーム Deluxe Pack ～麻雀・囲碁・将棋・詰将棋・オセロ・カード・花札・二角取り・チェス・バックギャモン～

#### @SIMPLE DLシリーズG4U
ダウンロード販売のみ
1. THE 麻雀 - アップグレードすることでSIMPLEシリーズG4U版と同一の内容になる。

### ドリームキャスト

#### SIMPLE2000DCシリーズ
1. BITTERSWEET FOOLS THE 恋愛アドベンチャー
2. 夏色セレブレーション THE 恋愛シミュレーション
3. ふれあい THE 恋愛シミュレーション
4. おかえりっ! THE 恋愛アドベンチャー

### Wii

#### SIMPLE Wii シリーズ
全てニンテンドーWi-Fiコネクション対応。ソフト全てにLAPIS（Live Apian Playing Information System）と呼ばれるシステムを導入。ゲーム内のプレイヤーキャラクター「アピアン」を作成できるパーツがシリーズ作品ごとに収録されており、シリーズを買い揃えることでアピアンのバリエーションが増えるというシステムだった。
1. THE みんなでカート・レース
2. THE みんなでバス釣り大会
3. 遊んで覚える THE パーティー・カジノ
4. 誰でも遊べる THE シューティング・アクション
5. THE ブロックくずし
6. THE ワイワイ・コンバット

#### SIMPLE2000シリーズWii
SIMPLE Wiiシリーズに代わる新シリーズ。LAPISには対応していない。
1. THE テーブルゲーム 〜麻雀・囲碁・将棋・カード・花札・リバーシ・五目ならべ〜
2. THE パーティーゲーム

#### @SIMPLEシリーズ
ダウンロード販売（Wiiウェア）。ニンテンドーWi-Fiコネクションでのネットランキングに対応。
1. THE ブロックくずしneo
2. THE ナンバーパズルneo
3. THE 麻雀
4. THE 密室からの脱出
5. THE 柔道

### Wii U

#### @SIMPLE DLシリーズfor Wii U
1. THE密室からの脱出～すべての始まり16の謎～[2]
2. THE密室からの脱出～消された19の謎～[2]

### Nintendo Switch

#### SIMPLEシリーズ for Nintendo Switch
1. THE テーブルゲーム～麻雀・囲碁・将棋・詰将棋・オセロ・カード・花札～、THE テーブルゲーム Deluxe Pack 〜麻雀・囲碁・将棋・詰将棋・オセロ・カード・花札・二角取り〜
2. THE トランプ パーフェクトコレクション 〜クロンダイク・フリーセル・スパイダーソリティア・カップル・大富豪・ハーツ・七並べ・ページワン・テキサスホールデム・ブラックジャック〜
3. THE バスフィッシング
4. THE 密室からの脱出 世にも奇妙な4つの話 (エピソード)

### ゲームボーイアドバンス

#### SIMPLE2960ともだちシリーズ
1カートリッジ/マルチカートリッジ通信プレイ対応。
1. THE テーブルゲームコレクション
2. THE ブロック崩し
3. THE いつでもパズル 〜まっすぐ揃えてストローズ〜
4. THE トランプ 〜みんなで遊べる12種類のトランプゲーム〜

### ニンテンドーDS

#### SIMPLE DSシリーズ
特に明記してしなければCERO：A（全年齢対象）。
1. THE 麻雀
2. THE ビリヤード
3. THE 虫とり王国 〜新種発見!ノコギリカブト!?〜
4. THE ブロックくずし
5. THE トランプ
6. THE パーティゲーム
7. THE イラストパズル&数字パズル
8. THE 鑑識官 〜緊急出動!事件現場をタッチせよ！〜
9. 頭がよくなるTHE 目のトレーニング
10. THE どこでも漢字クイズ
11. もう一度通えるTHE 大人の小学校
12. THE パーティー右脳クイズ
13. 異常気象を突っ走れ!THE 嵐のドリフト・ラリー
14. THE 自動車教習所DS 〜原動機付自転車・普通自動二輪・大型自動二輪・普通自動車・普通自動車二種・中型自動車・大型自動車・大型自動車二種・大型特殊自動車・けん引〜
15. THE 鑑識官2 〜新たなる8つの事件をタッチせよ〜
16. THE さがそう 不思議なこんちゅうの森
17. THE ネズミのアクションゲーム 〜マウス・タウン ロディとリタの大冒険〜
18. THE 装甲機兵ガングラウンド
19. やればできる!THE マイクロステップ技術で覚える英単語
20. THE 戦艦
21. THE 歩兵〜部隊で出撃!戦場の犬たち〜 ※CERO：B（12才以上対象）
22. アゲ♂アゲ♂ THE ゼロヨン★深夜 ※CERO：B（12才以上対象）
23. THE パズルクエスト〜アガリアの騎士〜
24. THE 戦車
25. THE 交渉人 ※CERO：B（12才以上対象）
26. THE クイズ30,000問
27. THE 密室からの脱出 〜THE 推理番外編〜
28. THE イラストパズル&数学パズル2
29. THE スポーツ大集合 〜野球・テニス・バレーボール・フットサル・ゴルフ〜
30. THE テーブルゲーム 〜麻雀・囲碁・将棋・カード・花札・リバーシ・五目ならべ〜
31. THE 超弾丸!! カスタム戦車
32. THE ゾンビクライシス ※CERO：B（12才以上対象）
33. THE クロスワード&漢字パズル
34. THE 歯医者さん
35. THE 原始人
36. アルクで身につく!TOEIC®テスト文法特訓編 ※CERO：教育・データベース
37. アルクで身につく!TOEIC®テストリスニング強化編 ※CERO：教育・データベース
38. アルクで学ぶ!TOEIC®テストはじめて編 ※CERO：教育・データベース
39. THE 消防隊
40. THE 外科医 ※CERO：B（12才以上対象）
41. THE 爆弾処理班
42. THE 廃屋病棟〜呪われた病院からの脱出〜 ※CERO：C（15才以上対象）
43. THE ホストしようぜ! 〜DXナイトキング〜 ※CERO：C（15才以上対象）
44. THE ギャル麻雀 ※CERO：D（17才以上対象）
45. THE 密室からの脱出2
46. THE 秘境探検隊 ※CERO：B（12才以上対象）
47. THE 推理 〜新章 2009〜
48. THE 裁判員 〜1つの真実、6つの答え〜 ※CERO：C（15才以上対象）

#### @SIMPLE DSシリーズ
DSiウェアでのダウンロード販売。
1. THE 密室からの脱出
2. THE 密室からの脱出〜学校編〜
3. THE 密室からの脱出〜プリズンブレイク〜 ※CERO：B（12才以上対象）
4. THE 密室からの脱出〜カラクリ屋敷〜 ※CERO：B（12才以上対象）
5. THE 密室からの脱出〜南国のコンビニ〜
6. THE 密室からの脱出〜スカイタワー編〜

### ニンテンドー3DS
特に明記してしなければCERO：A（全年齢対象）。

#### @SIMPLE DLシリーズ
ニンテンドーeショップでのダウンロード販売。
1. THE 密室からの脱出 〜不思議なクマドナルバーガー編〜｜2011年6月29日発売[3]
2. THE 密室からの脱出 〜学校の旧校舎編〜｜2011年12月7日発売[3]
3. THE 密室からの脱出 〜セレブな豪邸編〜｜2012年4月4日発売[3]
4. THE 密室からの脱出 〜南国のリゾート編〜｜2012年8月29日発売[3]
5. THE 呪いの廃病院 〜閉じ込められた顔のない少女〜｜2012年9月12日発売｜※CERO：C（15才以上対象）[3]
6. THE 密室からの脱出 〜遊びの天国クマドナルボウル編〜｜2012年11月21日発売[3]
7. THE 浮気彼氏 〜突撃!浮気現場〜｜2013年1月30日発売｜※CERO：B（12才以上対象）[4]
8. THE 浮気彼氏 〜浮気の代償〜｜2013年3月6日発売｜※CERO：B（12才以上対象）[3]
9. THE 密室からの脱出 〜テレビ局密着24時編〜｜2013年4月3日発売[3]
10. THE 浮気彼氏 〜クリスマス中止のお知らせ〜｜2013年4月3日発売｜※CERO：B（12才以上対象）[3]
11. THE 浮気彼氏 〜家政婦が見た浮気現場〜｜2013年4月24日発売｜※CERO：B（12才以上対象）[3]
12. THE 脱出ゲーム 〜危険な5つの密室〜｜2013年4月24日発売｜※CERO：B（12才以上対象）[5]
13. THE タクシー 〜僕はカリスマ運転手〜｜2013年6月12日発売｜※CERO：B（12才以上対象）[5]
14. THE 脱出ゲーム 〜裏切りの密室〜｜2013年7月31日発売｜※CERO：B（12才以上対象）[5]
15. THE 麻雀｜2013年8月7日発売[5]
16. THE 密室からの脱出 〜愉快なサルとファミレス編〜｜2013年9月4日発売[5]
17. THE オセロ｜2013年10月2日発売[5]
18. THE 将棋｜2013年10月30日発売[5]
19. THE 囲碁｜2013年10月30日発売[5]
20. THE カード 〜大富豪 ポーカー ブラックジャック〜｜2013年10月30日発売[5]
21. THE 鑑識官 〜File.1 緊急捜査!重要な証拠をタッチせよ!〜｜2013年10月30日発売[5]
22. THE 歩兵 〜戦場の犬たち〜[注釈 5]｜2013年11月6日発売｜※CERO：B（12才以上対象）[5]
23. THE 鑑識官 〜File.2 緊急出動!落ちたホシを追え!〜｜2013年11月27日発売[5]
24. THE 密室からの脱出 〜癒されない温泉編〜｜2014年2月26日発売[5]
25. THE ソリティア 〜クロンダイク・スパイダー〜｜2014年4月2日発売[5]
26. THE テニス｜2014年4月16日発売[5]
27. THE イラストパズル｜2014年4月30日発売[5]
28. THE 連撃英雄(れんげきヒーローズ)｜2014年4月30日発売[5]
29. THE ラインパズル｜2014年5月28日発売[5]
30. THE ナンバーパズル｜2014年6月25日発売[6]
31. THE 密室からの脱出 〜延長必死のカラオケ編〜｜2014年7月30日発売[6]
32. THE バトルロボ 〜大共闘スクランブル〜｜2014年8月6日発売[6]
33. THE 熱血!炎のラーメン屋｜2014年10月29日発売[6]
34. THE 密室からの脱出 〜ふしぎ発見!博物館編〜｜2014年11月19日発売[6]
35. THE 呪いの廃校舎 〜呪いの仮面と双子の少女〜｜発売｜※CERO：C（15才以上対象）[6]
36. THE 密室からの脱出 〜旅は道連れ!鉄道編〜｜2014年12月17日発売[6]
37. THE 巨人走｜2015年4月8日発売[6]
38. THE アイテム探し 〜女子高生探偵 真実の事件簿〜｜2015年4月22日発売[6]
39. THE 密室からの脱出 ～脳を鍛えるスポーツジム編～｜2015年7月29日発売[6]
40. THE 密室からの脱出 ～大不自然キャンプ場編～｜2016年4月6日発売[6]

#### SIMPLEシリーズ for ニンテンドー3DS
1. THE 麻雀｜2013年8月8日発売[3]
2. THE 密室からの脱出 アーカイブス1｜2016年4月7日発売[7]
3. THE 密室からの脱出 アーカイブス2｜2016年4月7日発売[7]

### PlayStation Portable

#### SIMPLE2500シリーズ Portable!!
1. THE テーブルゲーム
2. THE テニス
3. THE どこでも推理 〜IT探偵：全68の事件簿〜
4. 児玉光雄先生監修 THE 右脳ドリル
5. THE ブロック崩しクエスト 〜Dragonkingdam〜
6. THE 戦車
7. THE どこでも漢字クイズ 〜チャレンジ！漢字検定2006〜
8. THE どこでもギャル麻雀
9. THE マイ・タクシー
10. THE IQ CUBE〜モヤっと頭をパズルでスッキリ！〜
11. THE パズルクエスト 〜アガリアの騎士〜
12. THE 歩兵2 〜戦友よ、先に逝け〜
13. THE 悪魔ハンターズ 〜ヱクソシスター〜

#### SIMPLE2000シリーズ Portable!!
1. THE 麻雀
2. THE 将棋
3. THE ホントに頭を使うアクション 〜デッドヘッドフレッド〜

### PlayStation Vita

#### @SIMPLE Vシリーズ
PlayStation Storeにて販売されているダウンロード専用ソフト。
1. vol.1 THE どこでもギャル麻雀
2. vol.2 THE 逃走ハイウェイ　フルブースト ～名古屋-東京 激走4時間～

### 携帯電話アプリゲーム
iアプリ（NTTドコモ）、EZアプリ(BREW)（au）、S!アプリ（ソフトバンクモバイル）版が配信されている。ただし、一部の作品はEZアプリ版とS!アプリ版（作品によってはいずれか）が存在しない。

#### SIMPLEシリーズDX
アクションシリーズ
- THE 歩兵 〜モバイル戦線の犬たち〜

地球防衛軍シリーズ
- THE 地球防衛軍シューティング 〜出撃!ペイルウイング〜
- THE 地球防衛軍モバイル（襲来編、地底突入編）
- 地球防衛軍3モバイル

お姉チャンバラシリーズ
- THE お姉チャンバラ モバイル
- Z.P.F.アンナ 〜お姉チャンバラ特別編〜

セクシーシリーズ
- THE セクシーブロックくずし
- ラブ★アッパー! モバイル（双葉理保編、双葉真琴編、水咲麗子編、リサ・ブランシェット編）
- THE セクシー四川省
- THE セクシーマッサージ 〜アヤカにタッチ!〜
- THE セクシー花札 〜艶花街〜
- THE セクシー四人打ち麻雀
- THE セクシー☆動画ぷるっとパズル
- THE セクシーめくり☆にゃんにゃん画像パラダイス
- THE セクシー大富豪
- THE セクシーディフェンス
- セクシーボイス マインスイーパー
- 世界はあたしでまわってる

本格思考シリーズ
- THE 将棋
- THE 麻雀

アドベンチャーシリーズ
- THE 推理モバイル 〜IT探偵：知られざる5つの事件簿〜
- THE 湯けむり事件簿 三人娘探偵団 マヨヒガ殺人事件
- THE 女子更衣室からの脱出
- 怨霊戦記
- THE 鑑識官モバイル 旅情編 〜甲斐の国 彷徨える蝶〜
- 名探偵コナン 洋館からの脱出
- THE 女湯からの脱出

大人シリーズ
- THE イラストパズル&数学パズル
- THE 大人の小学校モバイル
- THE 大人の修学旅行

直感シリーズ
- THE 直感巫女おみくじ
- THE 直感ラーメン